# Azka Fauzi
Ikhwan Azka Fauzi Wibowo (sinh ngày 4 tháng 2 năm 1996), thường được biết với tên Azka Fauzi, là một cầu thủ bóng đá người Indonesia hiện tại thi đấu ở vị trí tiền đạo cho Liga 2 side Persis Solo.

## Sự nghiệp câu lạc bộ
Fauzi ra mắt trong thất bại 2–1 trên sân nhà trước Persipura Jayapura. Anh thay cho Irfan Bachdim sau 74 phút.